# Eubrachium politum
Eubrachium politum är en skalbaggsart som beskrevs av Thomas Vernon Wollaston 1862. Eubrachium politum ingår i släktet Eubrachium och familjen stumpbaggar. Inga underarter finns listade i Catalogue of Life.